# Rajd Argentyny 1998
Rezultaty Rajdu Argentyny (18º Rally Argentina), eliminacji Rajdowych Mistrzostw Świata w 1998 roku, który odbył się w dniach 20-23 maja. Była to siódma runda czempionatu w tamtym roku i trzecia na szutrze, a także siódma w Production World Rally Championship. Bazą rajdu było miasto Córdoba. Zwycięzcami rajdu została fińska załoga Tommi Mäkinen i Risto Mannisenmäki w Mitsubishi Lancerze Evo V. Wyprzedzili oni Hiszpanów Carlosa Sainza i Luisa Moyę w Toyocie Corolli WRC i Finów Juhę Kankkunena i Juhę Repo w Fordzie Escorcie WRC. Z kolei w Production WRC zwyciężyła urugwajsko-argentyńska załoga Gustavo Trelles i Martin Christie w Mitsubishi Lancerze Evo V.
Rajdu nie ukończyły dwie załogi fabryczne. Francuz Didier Auriol w Toyocie Corolli WRC miał awarię silnika na 13. odcinku specjalnym. Z kolei Belg Bruno Thiry w Fordzie Escorcie WRC wycofał się na 8. odcinku specjalnym z powodu awarii silnika.

## Klasyfikacja ostateczna
| Miejsce                | Zawodnik               | Pilot                  | Samochód                    | Czas                   | Strata                 | Grupa                  | Punkty                 |                        |
| Klasyfikacja generalna | Klasyfikacja generalna | Klasyfikacja generalna | Klasyfikacja generalna      | Klasyfikacja generalna | Klasyfikacja generalna | Klasyfikacja generalna | Klasyfikacja generalna | Klasyfikacja generalna |
| ---------------------- | ---------------------- | ---------------------- | --------------------------- | ---------------------- | ---------------------- | ---------------------- | ---------------------- | ---------------------- |
| 1.                     | Tommi Mäkinen          | Risto Mannisenmäki     | Mitsubishi Lancer Evo V     | 4:22:07.4              |                        | A8 M                   | 10                     |                        |
| 2.                     | Carlos Sainz           | Luis Moya              | Toyota Corolla WRC          | 4:22:34.2              | +26.8                  | A8 M                   | 6                      |                        |
| 3.                     | Juha Kankkunen         | Juha Repo              | Ford Escort WRC             | 4:22:34.9              | +27.5                  | A8 M                   | 4                      |                        |
| 4.                     | Richard Burns          | Robert Reid            | Mitsubishi Carisma GT Evo V | 4:23:02.3              | +54.9                  | A8 M                   | 3                      |                        |
| 5.                     | Colin McRae            | Nicky Grist            | Subaru Impreza WRC          | 4:23:25.0              | +1:17.6                | A8 M                   | 2                      |                        |
| 6.                     | Piero Liatti           | Fabrizia Pons          | Subaru Impreza WRC          | 4:27:14.9              | +5:07.5                | A8 M                   | 1                      |                        |
| 7.                     | Krzysztof Hołowczyc    | Maciej Wisławski       | Subaru Impreza WRC          | 4:33:46.0              | +11:38.6               | A8 TC                  |                        |                        |
| 8.                     | Marco Galanti Jr.      | Victor Zucchini        | Toyota Corolla WRC          | 4:44:23.5              | +22:16.1               | A8                     |                        |                        |
| 9.                     | Gustavo Trelles        | Martin Christie        | Mitsubishi Lancer Evo V     | 4:46:52.1              | +24:44.7               | N4 TC                  |                        |                        |
| 10.                    | Oriol Gómez Marco      | Marc Martí             | SEAT Ibiza GTi 16V Evo2     | 4:47:48.5              | +25:41.1               | A7 2L                  |                        |                        |
| PWRC                   |                        |                        |                             |                        |                        |                        |                        |                        |
| 1. (9.)                | Gustavo Trelles        | Martin Christie        | Mitsubishi Lancer Evo V     | 4:46:52.1              |                        | N4                     | 10                     |                        |
| 2. (13.)               | Hamed Al-Wahaibi       | Terry Harryman         | Mitsubishi Lancer Evo IV    | 4:56:58.7              | +10:06.6               | N4                     | 6                      |                        |
| 3. (14.)               | Marcos Ligato          | Ruben Garcia           | Subaru Impreza WRX          | 5:15:00.6              | +28:08.5               | N4                     | 4                      |                        |
| 4. (15.)               | José Bravo             | Mario Vázquez          | Mitsubishi Lancer Evo III   | 5:19:58.0              | +33:05.9               | N4                     | 3                      |                        |
| 5. (16.)               | Pablo Gavina           | Adriana Iriart Urruty  | Mitsubishi Lancer Evo III   | 5:21:48.6              | +34:56.5               | N4                     | 2                      |                        |
| 6. (18.)               | Marcelo Recanate       | Jorge González         | Mitsubishi Lancer Evo III   | 5:34:44.1              | +47:52.0               | N4                     | 1                      |                        |
| 2L WRC                 |                        |                        |                             |                        |                        |                        |                        |                        |
| 1 (10.)                | Oriol Gómez Marco      | Marc Martí             | SEAT Ibiza GTi 16V Evo2     | 4:47:48.5              | -                      | A7 2L                  |                        |                        |
| 2. (12.)               | Kris Rosenberger       | Per Carlsson           | Volkswagen Golf III Kit Car | 4:54:45.8              | +6:57.3                | A7                     |                        |                        |
| 3 (20.)                | Ricardo Bissio         | Jorge Uffelmann        | Renault 18 GTX              | 5:49:31.2              | +1:01:42.7             | A7 2L                  |                        |                        |

1. ↑  Litera M przy oznaczeniu grupy do której należy samochód oznacza, iż tylko ci kierowcy zdobywali punkty dla swoich zespołów liczonych w klasyfikacji producentów na koniec sezonu.

## Zwycięzcy odcinków specjalnych
| Dzień      | Odcinek | G. rozp. | Nazwa                                    | Długość | Zwycięzca      | Czas    | Lider rajdu   |
| ---------- | ------- | -------- | ---------------------------------------- | ------- | -------------- | ------- | ------------- |
| 1 (20 MAJ) | SS1     | 13:30    | Camping General San Martin SSS           | 4.85km  | Colin McRae    | 13:31.9 | Colin McRae   |
| 2 (21 MAJ) | SS2     | 08:33    | Camping General San Martin SSS           | 4.10km  | Juha Kankkunen | 2:41.7  | Colin McRae   |
| 2 (21 MAJ) | SS3     | 09:33    | Ascochinga - La Cumbre                   | 28.93km | Didier Auriol  | 18:54.0 | Didier Auriol |
| 2 (21 MAJ) | SS4     | 11:39    | Tanti - Cosquin                          | 16.14km | Tommi Mäkinen  | 8:37.9  | Tommi Mäkinen |
| 2 (21 MAJ) | SS5     | 12:32    | Villa Giardino - La Faldo                | 22.53km | Colin McRae    | 16:18.1 | Tommi Mäkinen |
| 2 (21 MAJ) | SS6     | 14:11    | Capilla del Monte - San Marcos Sierra    | 17.40km | Colin McRae    | 13:11.3 | Tommi Mäkinen |
| 2 (21 MAJ) | SS7     | 14:35    | San Marcos Sierras - Charbonier          | 9.80km  | Colin McRae    | 6:42.8  | Tommi Mäkinen |
| 2 (21 MAJ) | SS8     | 15:43    | La Cumbre - Agua de Oro                  | 23.67km | Tommi Mäkinen  | 20:38.5 | Tommi Mäkinen |
| 2 (21 MAJ) | SS9     | 16:46    | Colonia Caroya SSS                       | 3.40km  | Tommi Mäkinen  | 2:25.6  | Tommi Mäkinen |
| 3 (22 MAJ) | SS10    | 09:30    | Mataderos - El Mirador                   | 14.45km | Colin McRae    | 8:33.7  | Tommi Mäkinen |
| 3 (22 MAJ) | SS11    | 09:56    | Agua Fria - Tala Canada                  | 22.31km | Colin McRae    | 13:54.4 | Colin McRae   |
| 3 (22 MAJ) | SS12    | 10:22    | Tala Canada - Taninga                    | 11.21km | Richard Burns  | 5:41.6  | Colin McRae   |
| 3 (22 MAJ) | SS13    | 12:13    | Chamico - Ambul                          | 25.37km | Colin McRae    | 18:21.5 | Colin McRae   |
| 3 (22 MAJ) | SS14    | 12:55    | El Mirador - San Lorenzo                 | 20.70km | Colin McRae    | 11:39.9 | Colin McRae   |
| 3 (22 MAJ) | SS15    | 14:20    | La Toma - Giulio Cesare                  | 22.26km | Tommi Mäkinen  | 18:24.3 | Tommi Mäkinen |
| 3 (22 MAJ) | SS16    | 15:03    | El Condor - Copina                       | 16.98km | Colin McRae    | 14:01.3 | Tommi Mäkinen |
| 3 (22 MAJ) | SS17    | 16:22    | Camping General San Martin SSS           | 4.10km  | Colin McRae    | 2:40.5  | Tommi Mäkinen |
| 4 (23 MAJ) | SS18    | 09:28    | Santa Rosa del Calamuchita - San Agustin | 26.16km | Colin McRae    | 15:25.8 | Tommi Mäkinen |
| 4 (23 MAJ) | SS19    | 10:11    | Las Bajadas - Villa del Diqeu 1          | 18.72km | Richard Burns  | 10:13.3 | Tommi Mäkinen |
| 4 (23 MAJ) | SS20    | 11:25    | Amboy - Santa Rosa del Calamuchita 1     | 21.33km | Colin McRae    | 11:22.5 | Tommi Mäkinen |
| 4 (23 MAJ) | SS21    | 12:41    | Santa Rosa del Calamuchita - San Agustin | 26.16km | Colin McRae    | 15:27.8 | Tommi Mäkinen |
| 4 (23 MAJ) | SS22    | 13:24    | Las Bajadas - Villa del Diqeu 2          | 18.72km | Colin McRae    | 10:14.3 | Tommi Mäkinen |
| 4 (23 MAJ) | SS23    | 14:38    | Amboy - Santa Rosa del Calamuchita 2     | 21.33km | Colin McRae    | 11:19.8 | Tommi Mäkinen |

## Klasyfikacja po 7 rundach
Tabele przedstawiają tylko pięć pierwszych miejsc.

### Kierowcy
| Lp. | Kierowca       | Pkt |
| --- | -------------- | --- |
| 1   | Carlos Sainz   | 28  |
| 2   | Colin McRae    | 26  |
| 3   | Tommi Mäkinen  | 24  |
| 4   | Richard Burns  | 21  |
| 5   | Juha Kankkunen | 20  |

### Producenci
| Lp. | Producent           | Pkt |
| --- | ------------------- | --- |
| 1   | Mitsubishi Ralliart | 42  |
| 2   | 555 Subaru WRT      | 38  |
| 3   | Toyota Castrol Team | 38  |
| 4   | Ford Motor Co. Ltd. | 29  |